# Antoni Chudziński
Antoni Chudziński (ur. 10 grudnia 1914 w Konstantynowie, zm. 8 września 1994) – polski inżynier rolnictwa, poseł na Sejm PRL IV i V kadencji.

## Życiorys
Syn Antoniego i Konstancji. Uzyskał wykształcenie wyższe w stopniu inżyniera rolnictwa. Pracował na stanowisku dyrektora Państwowego Gospodarstwa Rolnego Szczecin-Gumieńce. W 1965 i 1969 uzyskiwał mandat posła na Sejm PRL w okręgu Szczecin z ramienia Zjednoczonego Stronnictwa Ludowego, przez dwie kadencje zasiadał w Komisji Handlu Zagranicznego. Od 1966 był członkiem prezydium Wojewódzkiego Komitetu ZSL.
Pochowany na cmentarzu Centralnym w Szczecinie.

## Odznaczenia
- Srebrny Krzyż Zasługi
- Medal Zwycięstwa i Wolności 1945
- Odznaka 1000-lecia Państwa Polskiego